# Stand By For...
Stand By For... es el primer álbum de estudio del cantante sueco Måns Zelmerlöw en 2007.

## Lista de canciones
- 1. Miss America
- 2. The Prayer
- 3. Paradise
- 4. Lively Up Your Monday
- 5. Stand by Me
- 6. Please Me
- 7. Cara Mia
- 8. Agent Zero
- 9. Brother Oh Brother
- 10. Maniac
- 11. Dreaming
- 12. Work of Art (Da Vinci)
- 13. My Mistake